# Allopatrisk utbredning
Allopatrisk utbredning, eller allopatri, är inom biologi och systematik när taxa är helt geografiskt isolerade från varandra vilket resulterar i att man inte kan veta om de båda arterna rent hypotetiskt skulle kunna hybridisera med varandra eller reagera på varandras parningssignaler. Exempel skulle kunna vara den population med blå kärrhök som lever i Europa och den population med blå kärrhök som lever i Nordamerika eller populationen med mindre sångsvan i Eurasien kontra den nordamerikanska.